# Невена Георгієва
Невена Ніколова «Дуня» Георгієва (мак. Невена Николова Георгиева-Дуња; 25 липня 1925, Скоп'є — 16 грудня 1942, Нежилово) — активістка македонських диверсійних загонів, діячка промосковського комуністичного руху в Північній Македонії під час Югославії; член диверсійної групи «Перший Скоп'євський партизанський загін» в роки Другої світової війни (вступила до загону у віці 16 років).

## Життєпис
Невена Георгієва народилася 25 липня 1925 року в Скоп'є. В диверсійному русі з 22 серпня 1941 року, коли прийшла до банди Скоп'євського партизанського загону. У листопаді 1941 року після розгрому банди перебралася до міста Велес, а звідти до Струмиці. Допомагала готувати Струмицький загін влітку 1942 року. У травні 1942 року заочно засуджена судом Болгарії за антидержавну діяльність до 7 років позбавлення волі суворого режиму. У вересні 1942 року стала членом Велеського загону імені Дімітара Влахова.
16 грудня 1942 року болгарська поліція і болгарські античетницькі загони  в містечку Нежилово схопили бандитку Георгієву, яка була важко поранена під час сутички, і обезголовили..

## Пам'ять
- Невена Георгієва стала героїнею ряду пісень, в тому числі «За поле одат аргати» і «Порожня останала таја контра подружжя»[4]
- Ім'я Невени Георгієвої присвоєно початковим школам в містечках Кисела-Вода і Нежилово, а також гуртожитку в Скоп'є.
- У Жіночому-парку встановлена меморіальна табличка
- У 1969 році у дворі школи в Кисела-Воді і в 1978 році у гуртожитку Скоп'є були встановлені бюсти Невени Георгієвої[5]. У 2014 році невідомими особами був розбитий пам'ятник Невені у гуртожитку[6][7], а в 2016 році викрадений інший пам'ятник з двору училища в Кисела-Воді[8].
- В 2013 році в Нежилово відкрита меморіальна табличка[9].

## Галерея

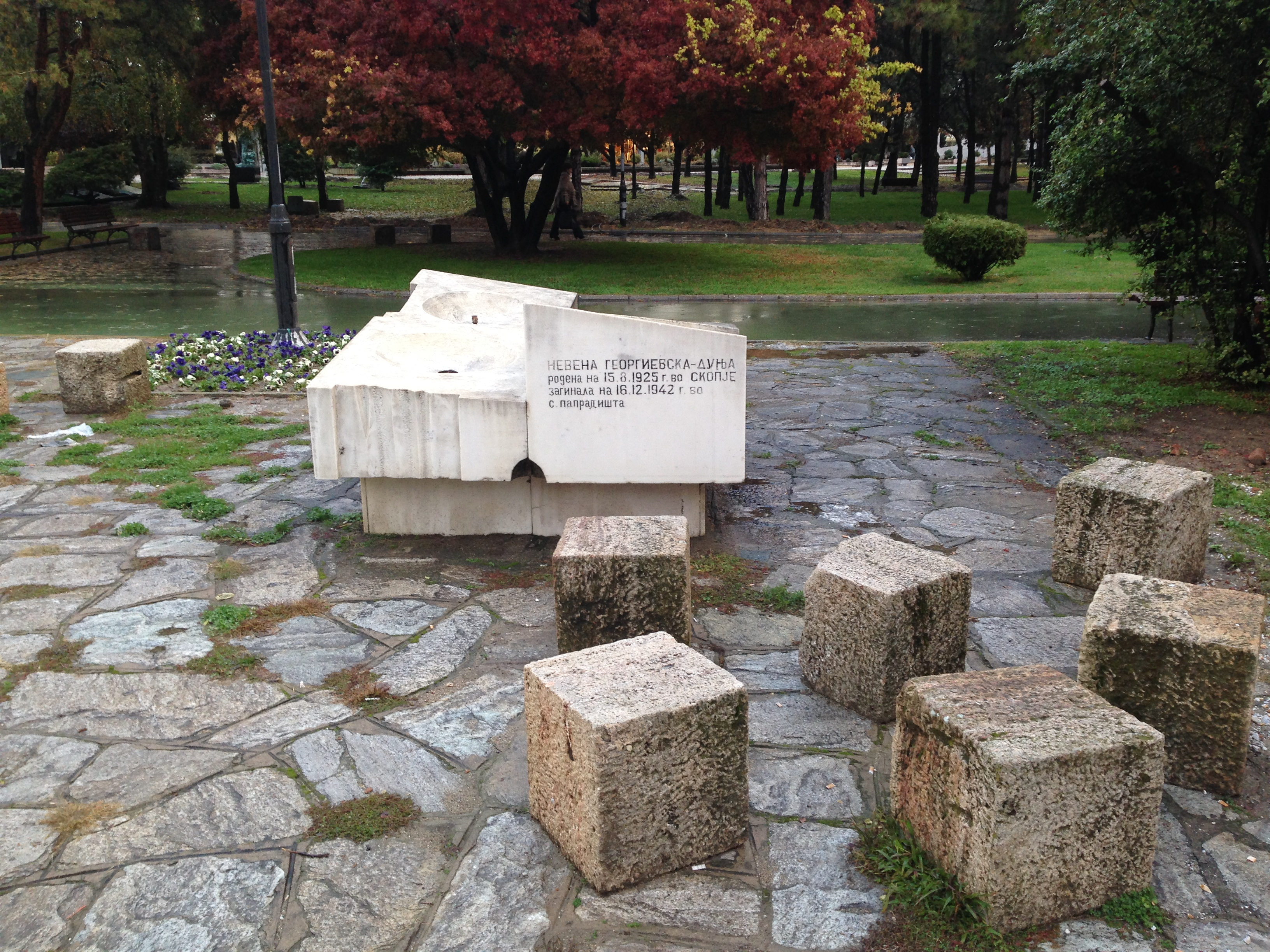
Пам'ятник у Жіночому парку в Скоп'є
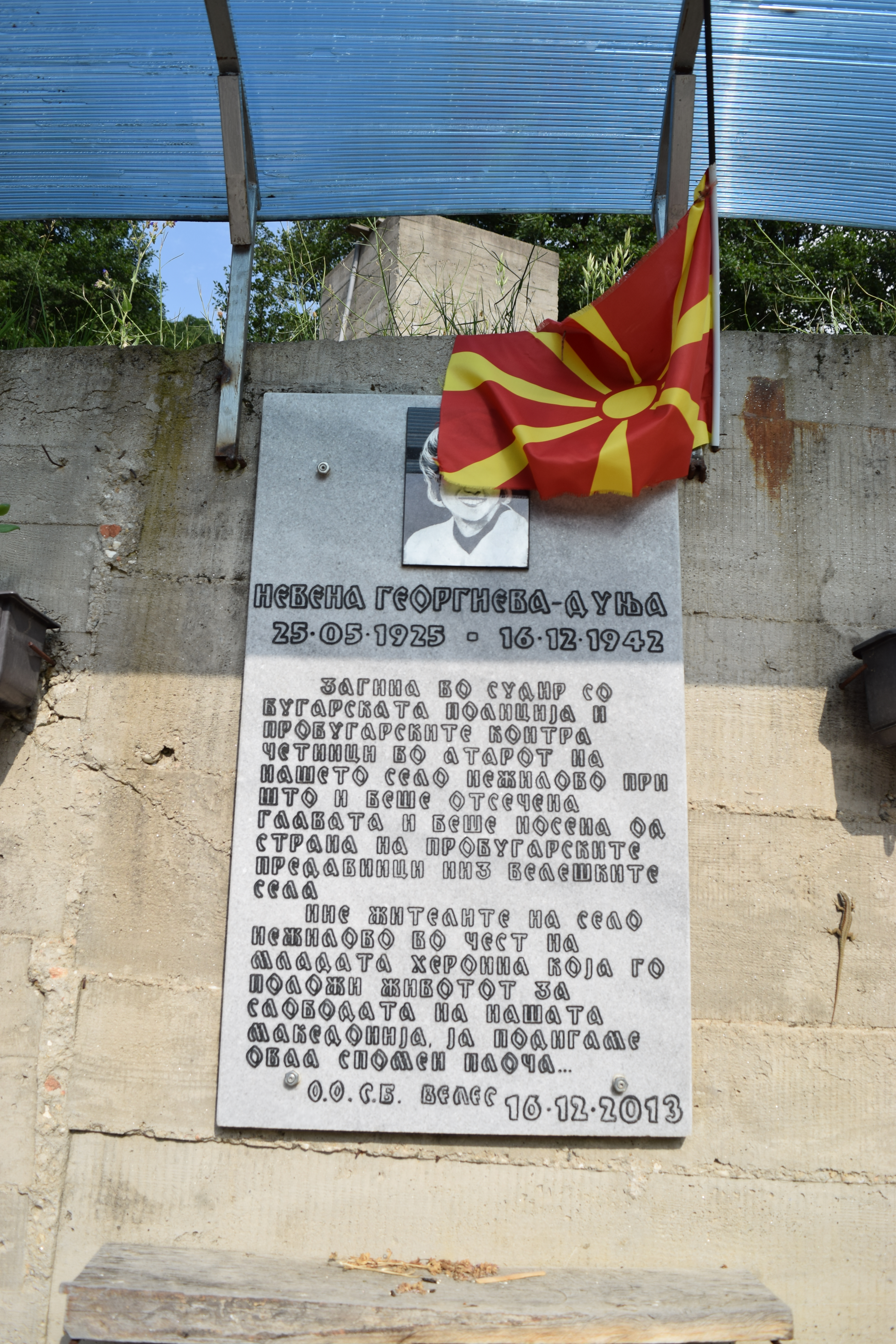
Меморіальна табличка в селі Нежилово